# Alejo de Moscú

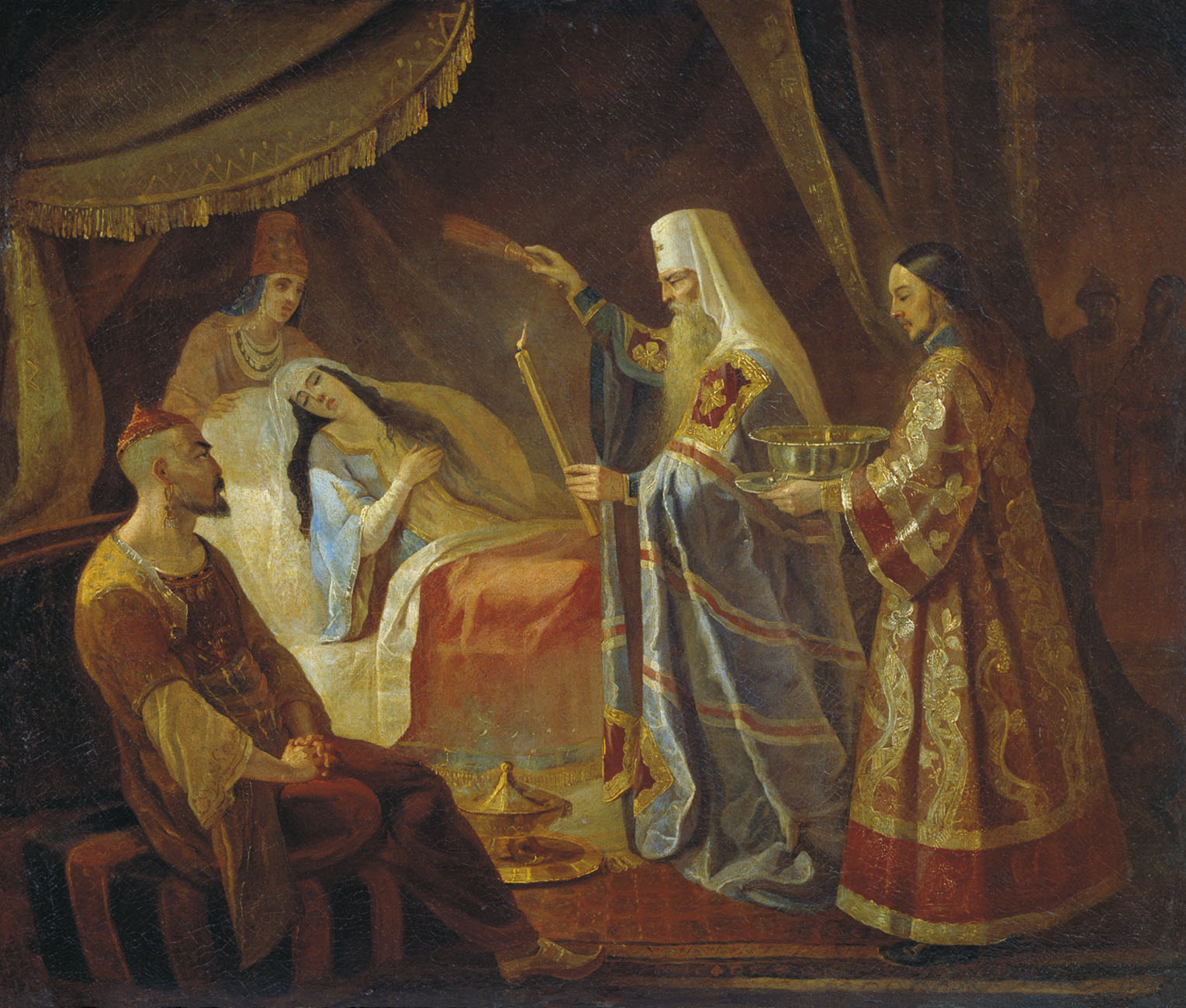
"San Alejo de Moscú curando la ceguedad de Taydulá, mujer del kan tártaro Uzbeg Kan", pintura de Yákov Kapkov, 1840.

Alejo (Aléksiy o Алексий en ruso) o Eleuterio Fiódorovich Biákont (Елевферий Фёдорович Бяконт en ruso) de nombre de nacimiento (nacido antes de 1296 – † 1378), fue el Metropolita de Kiev y toda Rus entre 1354 y 1378. Presidió el gobierno moscovita durante la minoría de Dmitri Donskói.
Escribió numerosos sermones y epístolas. Fue canonizado por la Iglesia Ortodoxa Rusa en 1448 y es santo patrón de Moscú. Sus reliquias se veneraban en el Monasterio Chúdov del Kremlin de Moscú, fundado por él.